# Jean Renaud (écrivain)
Pour les articles homonymes, voir Jean Renaud et Renaud (homonymie).
Jean Renaud, écrivain et philosophe québécois né à Beauport (Québec) en 1957. Conservateur catholique et sioniste, Renaud est actuellement directeur de la publication conservatrice Égards .
De 1986 à 1992, il fut codirecteur, avec Alexis Klimov (membre de la Société royale du Canada), de la revue littéraire et philosophique Le Beffroi. Renaud a également publié plusieurs livres aux Éditions du Beffroi et préfacé les essais de Nicole Jetté-Soucy, L'homme délogé (Québec, Beffroi, 1991) et d'Andrée Désilets, Les Tensions de l'errance (Québec, Les Presses de l'Université Laval, 2001).
En outre, Jean Renaud s'est particulièrement intéressé dans ces réflexions à des auteurs appartenant à la tradition contre-révolutionnaire européenne et occidentale, à la droite royaliste (française et britannique) et à différents polémistes pour lesquels il ne cache pas son admiration. Il a publié des articles dans des revues françaises et québécoises et donné des conférences, notamment sur Joseph de Maistre, Jean Brun, Léon Bloy, Maurice Barrès, Léon Daudet, Marcel De Corte, Charles Ferdinand Ramuz, Charles Maurras, Alexandre Soljenitsyne et Friedrich Nietzsche.
En juillet 2006, il s'en prend au militant et humoriste Dieudonné dans un article du Devoir (voir Le Devoir du 29 juillet 2006).

## Publications

### Ouvrages
- La Quête antimoderne (1985)
- Le Secret d'Emma (1986)
- La Conversion de Faust (1988)
- Pascal ou la nostalgie de l'Esprit (1989)
- En attendant le désastre (1990)
- De la décréation du monde (1994) (Un recueil d'entretiens menés par Claude Marc Bourget, et Thomas Molnar ou la réaction de l'esprit (1996), ouvrage qui précède Du Mal moderne, cinq entretiens accordés à Jean Renaud par le philosophe Thomas Molnar).

### Articles
- « Poisons », dans De la Philosophie comme passion de la liberté, Hommage à Alexis Klimov, Beffroi, 1984.
- « Ébauche d'un désir », dans Urgence de la philosophie, Québec, Les Presses de l'Université Laval, 1986.
- « Chute et Rédemption chez Jean Brun », dans Jean Brun - Actes du Colloque international d'Agen 20, 21, 22 mars 1996, Agen, Société Académique d'Agen, 2000.